# Thomas Göhmann
Thomas Göhmann (* 1974 in Hannover) ist ein deutscher Autor von Kriminalromanen auch für Kinder.

## Leben
Thomas Göhmann unterrichtet als Gymnasiallehrer die Fächer Deutsch und Geschichte. Seit 2018 ist er Schulleiter am Johannes-Kepler-Gymnasium in Garbsen bei Hannover. Bevor er mit dem Schreiben von Kriminalromanen begann, widmete er sich in seiner Freizeit der Erstellung von Schulbüchern.
Da sich Göhmann bereits seit seiner Kindheit vielfach im Allgäu aufgehalten hatte, spielt mindestens einer seiner auch für Kinder geschriebenen Krimis im sogenannten „Königswinkel“ rund um die bayerische Stadt Füssen und das Schloss Neuschwanstein. Im Mai 2021 wurde im Magazin "Griaß di" der Allgäuer Zeitung bestätigt, dass er seit 2014 unter dem Pseudonym Tom Bergsteiger schreibt.

## Werke (Auswahl)
- Rätsel um das Spukhotel. Emons Verlag, [Köln] 2010, ISBN 978-3-89705-762-3.
- Das Geheimnis des Mondritters. Ein Kinderkrimi aus dem Allgäu. Emons,  [Köln] 2012, ISBN 978-3-89705-957-3.
- Mord in der Hochsaison. Alpenkrimi. Books on Demand, Norderstedt 2013, ISBN 978-3-8482-5464-4.